# 青山幸度
青山 幸度（あおやま よしのり、寛文元年（1661年） - 寛保2年3月15日（1742年4月19日））は、江戸時代前期から中期の旗本。初めは天方姓を称した。通称は次郎大夫、藤七郎、喜兵衛。号は宗智。

## 生涯
寛文元年（1661年）、青山幸高の次男として生まれる。
元禄4年（1691年）6月25日、桐之間御番となる。同年9月25日に小納戸に転じる。12月2日に職務を免じられて小普請となる。元禄5年（1692年）3月18日、書院番となる。元禄14年（1701年）7月5日、父・幸高の領地の内、摂津国武庫郡の300石を継ぐ。宝永3年（1706年）3月に職を辞し、正徳3年（1713年）3月19日に書院番士に復職し、享保16年（1731年）3月9日に老齢により職を辞する。
享保18年（1731年）8月14日、天方から青山に改姓する。享保20年（1735年）12月21日に致仕し、家督は長男の幸猛が継いだ。
寛保2年（1742年）3月15日、死去。享年82。墓所は梅窓院。

## 系譜
- 父：青山幸高
- 母：天方倶通娘
- 室：不詳
- 子女
  - 長男：青山幸猛
  - 次男：宮崎重教 - 宮崎成久の養子
    - 孫：青山幸高 - 重教の次男。幸猛の養子

  - 娘：本多利紀妻
  - 娘：三枝国中妻